# Rhynchostele uroskinneri
Rhynchostele uroskinneri är en orkidéart som först beskrevs av John Lindley, och fick sitt nu gällande namn av Soto Arenas och Gerardo A. Salazar. Rhynchostele uroskinneri ingår i släktet Rhynchostele och familjen orkidéer. Inga underarter finns listade i Catalogue of Life.